# راشد بن الحسن
راشد بن الحسن بن طلال بن عبد الله الأول (20 مايو 1979)، أمير أردني من العائلة الهاشمية في الأردن، وهو ابن الأمير الحسن بن طلال والأميرة ثروت الحسن، وابن عم ملك الأردن عبد الله الثاني.

## حياته

### دراسته وتعليمه
بعد دراسته الابتدائية في مدرسة البكالوريا - عمان، أكمل تعليمه الثانوي في مدرسة (هارو) في المملكة المتحدة، ويتحدّث اللغتين العربية والإنجليزية، ولديه معرفة باللغة الألمانية. يحمل الأمير راشد درجة البكالوريوس مع مرتبة الشرف في الدراسات الاستشراقية من جامعة كامبريدج.

### خدمته العسكرية
أكمل دورة التكليف بالخدمة القصيرة في الأكاديمية العسكرية الملكية ساندهيرست التي تم بعدها تكليفه بالجيش الأردني. وقد إنتدب إلى الجيش البريطاني في الفترة من 1997 إلى 1998. تخرج من كلية دفاع الناتو في دورة كبار الضباط في عام 2013، وكان قائد الشرطة الخاصة الأردنية التي تقدم الدعم التكتيكي والعمليات الخاصة للشرطة الأردنية والخدمات الأمنية، بالإضافة إلى توفير الحماية الشخصية لكبار المسؤولين في الأردن والمسؤولين الزائرين، تقاعد في 6 يناير 2022 برتبة لواء ركن وعين مستشار للملك.

## العمل والنشاطات
تم تعيينه رئيساً لمجلس أمناء الهيئة الخيرية الأردنية الهاشمية في أكتوبر تشرين الأول عام 2002، وتشكل الهيئة الخيرية الأردنية الهاشمية مكتب تنسيق عمليات الإغاثة في إدارة الأزمات العسكرية والحكومية والأهلية (غير الحكومية) الأردنية. بالإضافة إلى ذلك، تدير الهيئة الخيرية الأردنية الهاشمية المساعدات للمنظمات الخيرية ومخيمات اللاجئين في المملكة الأردنية الهاشمية. وبهذه الصفة، إنتشرت الهيئة الخيرية الأردنية الهاشمية في جميع أنحاء العالم لتقديم المساعدات والإغاثة في حالات الكوارث، وتشرف حالياً على دخول وتوزيع المساعدات إلى المنظمات الدولية والجمعيات الخيرية العاملة في الأردن في الوقت الذي تنسق فيه الاستجابة الإنسانية الأردنية لغزة.

## عضويات
- رئيس مجلس أمناء الهيئة الخيرية الهاشمية منذ عام 2002 [1]
- رئيس الاتحاد الأردني لملاكمة الهواة منذ 1999 حتى 2007.
- كابتن منتخب البولو الأردني منذ عام 2005.
- عضو مجلس إدارة مركز الرصد التعاوني، عمان منذ عام 2006
- رئيس الاتحاد الأردني للتايكوندو منذ عام 2007.

## حياته الأسرية
في 5 يوليو تموز 2010 عقد قرانه على زينة شعبان، وهي واحدة من أبرز نجمات لعبة التنس في الأردن ولاعبة أولمبية سبق لها أن حملت علم الأردني في أولمبياد بكين عام 2004، وأنجب منها:
- الأمير الحسن بن راشد (1 ديسمبر 2013).[3]

- الأمير طلال بن راشد (1 فبراير 2016).[4]